# Marco Firmo el Cíclope
Marco Firmo el Cíclope (Marcus Firmus) (muerto ca. 273 d. C.) fue un usurpador del trono romano, natural de Seleucia que aparece mencionado por Flavio Vopisco en la Historia Augusta. Fue uno de los minusculi tyranni, que se alzaron en los días del emperador Aureliano.

## Biografía
Marco adquirió probablemente en el comercio inmensas riquezas, y amigo y aliado de Zenobia, se rebeló cuando ésta tomó las armas contra los romanos, y se apoderó de Alejandría. Posteriormente, el emperador Aureliano reprimió la rebelión y Marco fue hecho prisionero y recibió la muerte de orden de aquel.

### Descripción de Marco Firmo por el historiador romano delsigloIIIFlavio Vopisco
La descripción de Marco hecha por Flavio Vopisco es la siguiente:
- Gran estatura
- Ojos saltones
- Pelo encrespado
- Tez negruzca y llena de cicatrices
- Cuerpo blanco
- Comía mucho, bebía poco vino y bebía mucha agua
- Gran firmeza de carácter
- Fuerza hercúlea, se le conocía con el sobrenombre el Cíclope, y echado de espaldas y con el cuerpo apoyado sobre los brazos, sostenía un yunque, en el que batían el hierro sobre su pecho (existe una medalla con esta leyenda).

## Historicidad
La realidad es que no hay ninguna otra información histórica sobre este personaje: en algunos documentos egipcios aparece por esta misma época un corrector egipcio llamado Claudi Firmus pero no parece ser la misma persona. Es posible que el autor de la Historia Augusta confundiera este personaje con un Firmo que se sublevó cien años después contra Valentiniano.